# Гудермеський район
Гудермеський район (чеч. Гуьмсен кlошт, рос. Гудермесский район) - адміністративна одиниця у складі Чеченської республіки Російської Федерації. Адміністративний центр - місто Гудермес.
Населення становить 135 238 осіб. Площа - 720 км².

## Населення
Національний склад населення району за даними Всеросійського перепису населення 2010 року:
| Національність | Чисельність, чел. | Відсоток від усього населення, % |
| -------------- | ----------------- | -------------------------------- |
| чеченці        | 73 856            | 94,56 %                          |
| кумики         | 4 066             | 5,21 %                           |
| інші           | 82                | 0,10 %                           |
| не вказали     | 104               | 0,13 %                           |
| всього         | 78 108            | 100,00 %                         |